# NGC 1543
NGC 1543 (również PGC 14659) – galaktyka soczewkowata (SB0), znajdująca się w gwiazdozbiorze Sieci. Odkrył ją James Dunlop 5 listopada 1826 roku.